# Вустершир
Ву́стершир (англ. Worcestershire, /ˈwʊstəʃə/; послушатьо файле) — церемониальное неметропольное графство на западе Англии.
Современное графство образовано 1 апреля 1998 года путём раздела неметропольного графства Херефорд-энд-Вустер на унитарное церемониальное графство Херефордшир и неметропольное (с сохранением двухуровневой системы советов) церемониальное графство Вустершир (en:Local Government Commission for England (1992)). Входит в состав региона Уэст-Мидлендс. Столица и крупнейший город — Вустер. Население 542 107 человек (21-е место среди неметропольных графств; данные 2001 года).

## География
Общая площадь территории 1741 км² (34-е место среди церемониальных графств и 29-е — среди неметропольных графств). Граничит на севере с церемониальным графством Стаффордшир, на северо-востоке с церемониальным графством Уэст-Мидлендс, на востоке с церемониальным графством Уорикшир, на юге с церемониальным графством Глостершир, на юго-западе с церемониальным графством Херефордшир, на северо-западе с церемониальным графством Шропшир.

## Население
Плотность населения графства в 2001 году составляла 311 человек на км².

## Политика
В совете графства заседают 57 депутатов, 41 место в совете занимают консерваторы.

## Административное деление
В состав графства входят шесть административных районов:
|  | 1. Вустер 2. Молверн-Хилс 3. Уайр-Форест 4. Бромсгров 5. Реддитч 6. Уичейвон |